# Antonio Macías del Real
Antonio Macías del Real, né en 1866 à Madrid (Espagne) et mort en 1939 à Buenos Aires (Argentine), est un journaliste et pharmacien qui déménage au Guatemala où il écrit de prestigieuses publications culturelles. Parmi ses articles figurent ceux écrit pour le compte du magazine La Ilustración Guatemalteca durant les années où le général et président José María Reina Barrios est au pouvoir. Lorsque le président est assassiné le 8 février 1898, Macías del Real écrit Perfiles biográficos de don Manuel Estrada Cabrera (Profil biographique du président Manuel Estrada Cabrera). Ce dernier succède en effet à Reine Barrios à titre intérimaire et Macias del Real continue d'écrire au nom du nouveau président. En 1902, son adulation lui permet d'obtenir d'Estrada la concession du chemin de fer du Pacifique.
Selon l'historien guatémaltèque Rafael Arévalo Martínez, dans son livre ¡Ecce Pericles!, Macías del Real, pharmacien, aurait fourni à Estrada Cabrera un puissant venin, qu'il utilise par la suite contre ses opposants.

## Biographie
Macías del Real étudie la pharmacologie à l'Université centrale de Madrid en 1890 avec une dissertation en études pharmaceutiques sur Eucalyptus globulus et est intégré dans le Collège de Médecine et de Pharmacie de l'Université nationale de Guatemala le 3 juillet 1896,.
Entre 1896 et 1897, il écrit régulièrement pour La Ilustración Guatemalteca, où il travaille aux côtés de l'écrivain et orateur Rafael Spínola et du pionnier guatémaltèque de la photographie Alberto G. Valdeavellano. Macías del Real se concentre surtout sur les articles concernant des sujets politiques et culturels,,,.
Le 18 avril 1902, en raison de son excellente relation avec le président Estrada Cabrera, il obtient la concession lui permettant de construire et d'exploiter le chemin de fer panaméricain entre Las Cruces (en) et Vado Ancho. Cependant, il ne parvient pas à construire le chemin de fer avant Coatepeque et doit vendre ses droits à la Central Railroad Company. Le contrat est à l'origine très généreux pour Macías del Real et est signé par le lieutenant-secrétaire de l'Économie José Flamenco, et approuvé par Estrada Cabrera. Cette entente autorise l'exclusivité de la construction, puis de l'utilisation des voies ferrées pendant vingt-quatre ans à partir du moment où celles-ci sont ouvertes au public. De plus, Macías del Real et ses descendants doivent bénéficier des revenus produits pendant 99 ans, date à partir de laquelle les bénéfices reviendront à l'État du Guatemala.